# Regionsrådsformand
Regionsrådsformanden er den politisk valgte leder for en af Danmarks fem regioner som blev indført med Strukturreformens ikrafttræden 1. januar 2007. Regionsrådsformændene svarer til de tidl. amtsborgmestre.
Regionsrådsformanden er som den eneste i det 41 mand store regionsråd fuldtidspolitiker, og modtaget et vederlag svarende til den gældende løn for statsansatte tjenestemænd på løntrin 40 samt et tillæg på kr. 66.300 – pr. 2007 udgør vederlaget kr. 729.949 årligt plus pension.
De fem regionsrådsformænd i Danmark er:

## Regionsrådsformændene
Regionsrådsformænd pr. 1. januar 2022 (efter regionsrådsvalg 16. november 2021)
|                    | Regionsrådsformand                                   |
| ------------------ | ---------------------------------------------------- |
| Region Hovedstaden | Lars Gaardhøj (A)                                    |
| Region Sjælland    | Heino Knudsen (A)                                    |
| Region Syddanmark  | Stephanie Lose (V) afløst af Bo Libergren (V) i 2023 |
| Region Midtjylland | Anders Kühnau (A)                                    |
| Region Nordjylland | Mads Duedahl (V)                                     |

### Tidligere regionrådsformænd
Regionsrådsformænd pr. 1. januar 2006 (efter regionsrådsvalg d. 15. november 2005)
|                    | Regionsrådsformand                              |
| ------------------ | ----------------------------------------------- |
| Region Hovedstaden | Vibeke Storm Rasmussen (A)                      |
| Region Sjælland    | Kristian Ebbensgaard (V)                        |
| Region Syddanmark  | Carl Holst (V)                                  |
| Region Midtjylland | Bent Hansen (A)                                 |
| Region Nordjylland | Orla Hav (A) (afløst af Ulla Astman (A) i 2007) |

Regionsrådsformænd pr. 1. januar 2010 (efter regionsrådsvalg d. 17. november 2009)
|                    | Regionsrådsformand         |
| ------------------ | -------------------------- |
| Region Hovedstaden | Vibeke Storm Rasmussen (A) |
| Region Sjælland    | Steen Bach Nielsen (A)     |
| Region Syddanmark  | Carl Holst (V)             |
| Region Midtjylland | Bent Hansen (A)            |
| Region Nordjylland | Ulla Astman (A)            |

Regionsrådsformænd pr. 1. januar 2014 (efter regionsrådsvalg d. 17. november 2013)
|                    | Regionsrådsformand                            |
| ------------------ | --------------------------------------------- |
| Region Hovedstaden | Sophie Hæstorp Andersen (A)                   |
| Region Sjælland    | Jens Stenbæk (V)                              |
| Region Syddanmark  | Stephanie Lose (V) (Carl Holst (V) 2014-2015) |
| Region Midtjylland | Bent Hansen (A)                               |
| Region Nordjylland | Ulla Astman (A)                               |

Regionsrådsformænd pr. 1. januar 2018 (efter regionsrådsvalg d. 21. november 2017)
|                    | Regionsrådsformand          |
| ------------------ | --------------------------- |
| Region Hovedstaden | Sophie Hæstorp Andersen (A) |
| Region Sjælland    | Heino Knudsen (A)           |
| Region Syddanmark  | Stephanie Lose (V)          |
| Region Midtjylland | Anders Kühnau (A)           |
| Region Nordjylland | Ulla Astman (A)             |